# Stephen McCain
Stephen McCain (Houston, Estados Unidos, 9 de enero de 1974) es un gimnasta artístico estadounidense, subcampeón mundial en 2001 en el concurso por equipos.

## Carrera deportiva
En el Mundial celebrado en Gante (Bélgica) gana la medalla de plata en la competición por equipos, tras Bielorrusia y por delante de Ucrania, siendo sus compañeros de equipo: Sean Towsend, Guard Young, Raj Bhavsar, Brett McClure y Paul Hamm.